# 多孔菌酸
多孔菌酸（化学名3,6-二羟基-[1,1:4,1-三联苯]-2,5-二酮）是一种有机化合物，分子式C18H12O4，属于一种三联苯的苯醌衍生物，存在于一些彩孔菌属（Hapalopilus）真菌的菌絲體中。